# Jean-Baptiste de Glandevès du Castellet
Jean-Baptiste de Glandevès du Castellet, dit le « Commandeur de Glandevès », né le 7 septembre 1728 au château de Castellet-Saint-Cassien, à Val-de-Chalvagne et mort en 1803, est un officier de marine français des XVIIIe et XIXe siècles. Il termine sa carrière avec le grade de contre-amiral.

## Biographie

### Origines et jeunesse
Jean-Baptiste de Glandevès du Castellet est issu de la famille de Glandevès, une ancienne famille de la noblesse provençale ayant fourni plusieurs officiers généraux à la Marine royale. Son oncle, Pierre-André de Glandevès du Castellet (1689-après 1772), termine sa carrière avec le rang de Lieutenant général des armées navales ad honores en 1764, alors que le frère cadet de celui-ci, François de Glandevès du Castellet (1696-1774), est nommé chef d'escadre des Armées Navales en 1767.
Il est reçu de minorité, à l'âge de 5 ans, comme page dans l'ordre de Saint-Jean de Jérusalem, le 10 décembre 1733, il sera fait chevalier en 1781,.

### Carrière dans la Marine royale
Il intègre une compagnie de gardes de la Marine à Toulon en 1741, au début de la guerre de Succession d'Autriche. Il participe, à bord du vaisseau le Solide, à la bataille du cap Sicié, près de Toulon, en février 1744. Il y côtoie alors Pierre André de Suffren, également garde-marine. Promu au grade de lieutenant de vaisseau en 1756, il combat sur l’Océan à la bataille de Lagos, baie sur la côte sud du Portugal, du 17 au 19 août 1759, pendant la guerre de Sept Ans. Ce combat voit la victoire de l’amiral britannique Edward Boscawen sur l’escadre de Toulon de La Clue-Sabran ; Glandevès fut gravement blessé et fait prisonnier. Capitaine de frégate en 1765, il reçoit une commission de capitaine de vaisseau en 1772.
Il sert pendant la guerre d'indépendance des États-Unis. Il commande le vaisseau le Souverain, de 74 canons dans la flotte du comte de Guichen qui affront l'amiral Rodney au large de la Martinique le 17 avril 1780, puis à nouveau les 15 et 19 mai de la même année. Toujours sur le Souverain, il quitte Brest en mars 1781 sous les ordres du comte de Grasse. Le 29 avril, il est à la bataille de Fort-Royal contre la flotte britannique de l'amiral Hood. Le 5 septembre, il est à la bataille de la baie de Chesapeake. Il participe à la bataille des Saintes, dans les Petites Antilles, le 12 avril 1782, au cours de laquelle la flotte britannique, commandée par les amiraux Rodney et Hood, bat l’escadre du comte de Grasse. 
Il est nommé chef d'escadre des armées navales en 1784.

## Sources
- M. de Saint-Allais, l'ordre de Malte, ses grands maitres et ses chevaliers, Paris, Delaunay, 1839
- Louis de La Roque, Catalogue des chevaliers de Malte, Paris, Alp. Desaide, 1891

### Sources et bibliographie
- Michel Vergé-Franceschi, Les officiers du Grand Corps à Toulon au XVIIIe siècle, (Origines, conditions, services), Nice, 1973